# Parafia Opatrzności Bożej w Woli Mieleckiej
Parafia Opatrzności Bożej w Woli Mieleckiej – parafia rzymskokatolicka, znajdująca się w diecezji tarnowskiej, w dekanacie Mielec Północ.